# Nassau Street (Manhattan)

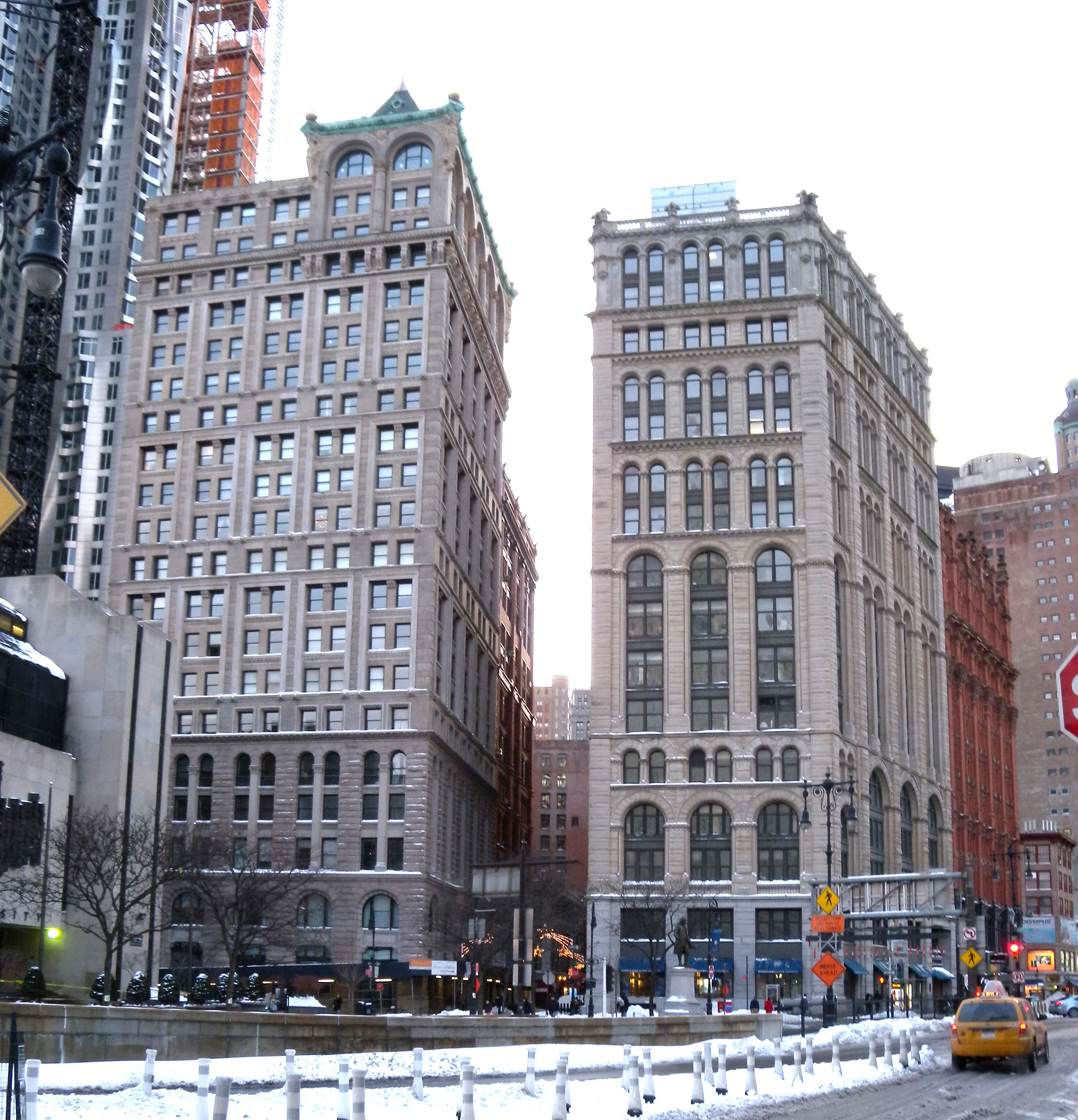
Noordelijke einde van Nassau Street met rechts Park Row.

Nassau Street is een straat in het Financial District van de New Yorkse borough Manhattan en ligt nabij Pace-universiteit en New York City Hall. De straat begint bij Wall Street en loopt in noordoostelijke richting tot de Frankfort Street aan de voet van de Brooklyn Bridge. De straat huisvestte ooit vele kantoren van New Yorkse kranten. Later in de twintigste eeuw werd Nassau Street afgesloten voor autoverkeer om winkelen te bevorderen.
In de jaren twintig werd het verzamelen van postzegels erg populair en Nassau Street werd het centrum van het "Stamp District" waar vele muntverzamelaars en filatelisten bij elkaar kwamen. Tijdens het verval van de hobby en de verdwijning van de meeste handelaars in de jaren zeventig, een proces dat werd versneld door het internet, verdween het karakter van de straat.
Nassau Street was ook de titel van een boek, geschreven in de jaren zestig, dat het gouden tijdperk van de filatelie-industrie beschreef.